# Firmine Richard
Firmine Richard (ur. 25 września 1947 w Pointe-à-Pitre) – francuska aktorka filmowa i teatralna, wywodząca się z Gwadelupy.
Najbardziej znana z roli w filmie 8 kobiet (2002) François Ozona. Za występ ten otrzymała Srebrnego Niedźwiedzia za wybitne osiągnięcie artystyczne na 52. MFF w Berlinie oraz Europejską Nagrodę Filmową dla najlepszej aktorki wraz z siedmioma partnerkami z planu filmowego.